# Privatskolen Als
Privatskolen Als er en fri grundskole, der ligger i det centrale Sønderborg. Skolen går fra 0. til 9.klasse, og har fra 0. til 6. et enkelt spor, mens der er to spor fra 7. til 9. klasse. Udover det har skolen også en 10. klasse, samt en SFO.
Skolen havde i 2017 ca. 300 elever, hvilket gør den til den største ikke-folkelige skole i Sønderborg Kommune.